# Henryk Orzechowski
Henryk Orzechowski (ur. 21 kwietnia 1946 w Świnicach Warckich) – polski rolnik i polityk, poseł na Sejm PRL VII i VIII kadencji.

## Życiorys
Uzyskał wykształcenie średnie w technikum rolniczym. Do Zjednoczonego Stronnictwa Ludowego wstąpił w 1966. Był prezesem Gminnego Komitetu partii w Świnicach Warckich, zasiadał też w jej Wojewódzkim Komitecie w Koninie. Został działaczem kółkach rolniczych, zajął się też prowadzeniem gospodarstwa rolnego specjalizującego się w hodowli bydła mlecznego. W 1976 i 1980 uzyskiwał mandat posła na Sejm PRL w okręgu Konin. W VII kadencji zasiadał w Komisji Górnictwa, Energetyki i Chemii i Komisji Handlu Zagranicznego. W VIII kadencji zasiadał w Komisji Mandatowo-Regulaminowej i Komisji Obrony Narodowej. W okresie III RP działacz Polskiego Stronnictwa Ludowego. Został prezesem Zarządu Gminnego partii w Świnicach Warckich, zasiadł też w zarządzie PSL w województwie łódzkim. W 1997 bez powodzenia kandydował do Sejmu RP. W XXI wieku kandydował bezskutecznie do rady gminy Świnice Warckie (w 2002 i 2010) oraz do rady powiatu łęczyckiego (w 2006 i 2014).

## Odznaczenia
- Odznaka „Za zasługi dla województwa konińskiego”